# Вортон (Тексас)
Вортон (енгл. Wharton) град је у америчкој савезној држави Тексас. Налази се у округу Вортон, чије је седиште. По попису становништва из 2010. у њему је живело 8.832 становника.

## Демографија
Према попису становништва из 2010. у граду је живело 8.832 становника, што је 405 (4,4%) становника мање него 2000. године.
| Група             | 2000.         | 2010.         |
| Белци             | 3.813 (41,3%) | 2.817 (31,9%) |
| Афроамериканци    | 2.441 (26,4%) | 2.415 (27,3%) |
| Азијати           | 66 (0,7%)     | 51 (0,6%)     |
| Хиспаноамериканци | 2.871 (31,1%) | 3.477 (39,4%) |
| Укупно            | 9.237         | 8.832         |